# Hoya wightii
Hoya wightii är en oleanderväxtart. Hoya wightii ingår i släktet Hoya och familjen oleanderväxter. Utöver nominatformen finns också underarten H. w. palniensis.